# Coma Divine
Coma Divine – austriacki zespół muzyczny, powstały w 2011 roku w Wiedniu. Jest to poboczny projekt muzyczny autorstwa (oraz z udziałem) Sonji Kraushofer, wokalistki zespołów L’Âme Immortelle i Persephone.
Przy powstawaniu zespołu współpracowali Ashley Dayour, znany z gotycko-rockowej formacji Whispers In The Shadows, Martin Hoefert (Persephone), Franz Heinrich Lirsch oraz David Pernsteiner.
Przed właściwym powstaniem zespołu, grupa muzyków i wokalistka wydali demo EP z sześcioma utworami, z których pięć (oprócz "They Stole Her") znalazło się później na płycie LP. Debiutancki album grupy "Dead End Circle" został nagrany i wyprodukowany przez Sebastiana "Zebo" Adama (Halluzination Company) w Wiedniu w 2011 roku. Znany artysta Joachim Luetke (Dimmu Borgir, Sopor Aeternus, Marilyn Manson), który jest dobrym znajomym zespołu, zaprojektował oprawę graficzną i wykonał sesję zdjęciową do krążka. Album został wydany w tym samym roku przez Oblivion/SPV Records.
Jeszcze przed oficjalną premierą nagrania, Coma Divine wystąpiło na M’era Luna Festival, gdzie zauważył ich Oswald Henke, lider zespołu Henke. Zaproponował on muzykom dołączenie do trasy koncertowej jego zespołu. W międzyczasie Kraushofer i Oswald wykonali w duecie niemiecką wersję utworu Davida Bowie "Heroes". Ten cover znalazł się na płycie EP "Herz" zespołu Henke. Trasa koncertowa miała miejsce w okolicy świąt wielkanocnych w 2012 roku i okazała się dość dużym sukcesem, co skłoniło zespół do ponownej trasy jesienią 2012, gdzie zagrali m.in. na Metal Female Voices Fest w Belgii
Zespół przyznaje, że podczas występów na żywo, główna aranżacja oparta jest na mocnych piosenkach przeplatanych z dziwnymi, krótkimi opowieściami przepełnionymi czarnym humorem, w dużej mierze nawiązującym do tematyki stosowanej przez Tima Burtona.

## Dyskografia
| Rok  | Tytuł           | Wydanie |
| ---- | --------------- | ------- |
| 2010 | Coma Divine     | EP      |
| 2011 | Dead End Circle | LP      |

## DVD
| Rok  | Tytuł            |
| ---- | ---------------- |
| 2012 | Coma Divine Live |